# Hey You (Scorpions)
Hey You è un singolo degli Scorpions pubblicato nel 1980.
Il brano doveva far parte dell'album Animal Magnetism, tanto che era già stato scelto come primo singolo d'apertura, poi rimase fuori dalla track-list definitiva per tornarci solo nella versione rimasterizzata del 2001. Nel frattempo è stato reperibile, oltre che sul singolo, anche nella pluripremiata raccolta Best of Rockers 'n' Ballads.

## Tracce
1. Hey You (Meine, Rarebell) - 4:10
2. The Zoo (Schenker, Meine) - 5:28

## Formazione
- Klaus Meine - voce
- Matthias Jabs - chitarra
- Rudolf Schenker - chitarra
- Francis Buchholz - basso
- Herman Rarebell - batteria